# Adenophyllum anomalum
Adenophyllum anomalum là một loài thực vật có hoa trong họ Cúc. Loài này được (Canby & Rose) Strother mô tả khoa học đầu tiên năm 1986.